# Hala impigra
Hala impigra är en spindelart som beskrevs av Rudy Jocqué 1994. Hala impigra ingår i släktet Hala och familjen vårdnätsspindlar.
Artens utbredningsområde är Madagaskar. Inga underarter finns listade i Catalogue of Life.